# カスケーダ
カスケーダ（Cascada、[kasˈkaða]）は、2004年に結成されたドイツのユーロダンス・グループ。創設メンバーは、ナタリー・ホーラー、DJ マニアン、ヤン・ペイフェルの3人。2021年までこのトリオで活動し、その後は、ナタリー・ホーラーのソロ・プロジェクトとなっている。
カスケーダは、近年、世界中において、エレクトロ・ポップ指向の音をその主流へと移行を促進させ、アメリカ合衆国ではユーロダンスを普及させたその先導者のうちの一つとして広く考えられている。ヒットシングルとして「Everytime We Touch」、「What Hurts the Most」、「Evacuate the Dancefloor」が最もよく知られている。アメリカ合衆国でプラチナを獲得した楽曲である「Evacuate the Dancefloor」とデビュー・アルバムは最も成功を収めた。
カスケーダは世界中でアルバム2000万枚以上を売り上げ、推定1500万がデジタル・ダウンロードされている。

## 来歴

### 初期の活動 (2004年-2005年)
ナタリー・ホーラーは17歳の時、様々なDJのスタジオワークを行っていた。最終的に、彼女はヤノウ (ヤン・ペイフェル)とDJ マニアンに出会うこととなった。もともと、グループはカスケード（Cascade）の名で曲をリリースしていたが、すでに法的措置を脅かすような似た名前である別のアーティストであるカスケード（Kaskade）が存在しており、グループ名をカスケーダ (Cascada)に変更している。カスケーダを名乗る前に「Siria」と「Akira」という楽曲をリリースしていたが、カスケーダが成功したためにこれらプロジェクトは自然と終わっている。ドイツでAndorfine Recordsのもと、デビュー・シングルである「Miracle」と「Bad Boy」は製作された。それと並行して、アメリカのダンス系レコード会社ロビンス・エンターテイメントから注目された。契約の交渉などをへて、2004年にシングル曲「Miracle」がリリースされた。しかし、それは注目されることは無かったが、やがて、カスケーダは「Everytime We Touch」を発表した。

### アルバム『いつでもタッチ!』（2005年-2007年）
カスケーダは1992年のマギー・ライリーによる同名曲のコーラスをはさみ込んだ上で、アメリカ合衆国におけるセカンド・シングル「Everytime We Touch」をリリース、その後、ほぼ一年あまりイギリスとアメリカ合衆国でメインストリームにのった成功を収め、楽曲はアメリカレコード協会によってプラチナ認定され、世界中においてもプラチナとゴールドの認定を得た。シングル曲の人気が急上昇していたすぐ後にアルバムを数ヶ月のあいだで録音してリリースした。シングル曲「Everytime We Touch」のミュージックビデオは、プロモーションのために配布された。
アルバムから合計8枚のシングルがリリースされているが、イギリスではそのうちの4枚のシングル「Everytime We Touch」、「Miracle」、サヴェージ・ガーデンの楽曲のカバー「Truly Madly Deeply」、エクスペリエンスの楽曲のカバー「A Neverending Dream」がリリースされた。チャートで第46位だった「A Neverending Dream」を除いた他の3曲はすべてトップ10に入った。アメリカ合衆国では、「Everytime We Touch」がリリースされた、その直後において「Miracle」が再リリースされている、ラジオでは高い人気を受け、やがてアメリカ合衆国のチャートに登場した。グループのアルバム『いつでもタッチ!（Everytime We Touch）』がイギリスの全英アルバムチャートで最高第2位に達し、さらにトップ40に24週間まで残り、ヒットした。アルバムは、アメリカ合衆国のチャートでも成功した。
アルバムの成功により、カスケーダはワールド・ミュージック・アワードの二部門でノミネートを得て、ワールド・ベストセイリング・ドイツ・アーティストを獲得した。さらに、アルバムは世界中で500万枚以上売り上げた。

### アルバム『パーフェクト・デイ』 (2007年-2009年)
ナタリー・ホーラーがMySpace上における自分のブログに掲載された日本でのインタビューの中でカスケーダはセカンド・アルバムに取り組んでいることを最初に発表した。セカンド・アルバムには、楽曲としてアヴリル・ラヴィーンの「Sk8er Boi」、P!NKの 「Just Like A Pill」、パティ・スミスの「Because the Night」、ラスカル・フラッツの 「What Hurts the Most」などいくつかのカバー曲があるだけでなく、以前にナタリー・ホーラーとDJ マニアンによってレコーディングされ、Siria名義のためにリリースが中止となった「Endless Summer」、「I Will Believe It」の2トラックが含まれていた。しかし、アメリカ合衆国でリリースするさいにおいてSiria、P!NK、そしてアヴリル・ラヴィーンの3トラックのカバーバージョンは取り替えとなった、なぜなら、北アメリカにおいて権利を持って無かったからである。他にアルバムからのシングルでは「Faded」はKate DeAraugo、「Holiday」はenny Mayのカバーであった。二年目の努力を経て2007年末にイギリスといくつかの北ヨーロッパ部分を含んだ地域でリリースされた。アルバム『パーフェクト・デイ』は、アメリカ合衆国を含めた残りの市場において2008年第1四半期にはリリースされた。
また、ナタリーは、リリース前における、フランスのインタビューで彼女はアルバムの一部を書くと述べた。しかしながら、アルバムの最終トラックのどれもが彼女によって書かれることは無かった。A面はカスケーダにとって世界中で代表的なシングルである「What Hurts the Most」とB面はワム！の「Last Christmas」のカバーバージョンを2007年後半から2008年前半にかけてリリースされた。シングルはほとんどの国々で最上位の層に達するなど、ヒットしている。「What Hurts the Most」につづいて、イギリスとドイツでオリジナル・タイトル「Tell Me Why」と呼ばれたと推測される「What Do You Want From Me?」がリリースされた。イギリスとドイツではアルバムから3枚目としてリリースされたのは「Because the Night」であった。アメリカ合衆国においてはその代りに、「Faded」と「Perfect Day」の両シングルをリリース、しかし、これら各シングルはダンス・ラジオの回線意外においてはすこし流された程度であった。

### アルバム『エヴァキュエイト・ザ・ダンスフロア』 (2009年-2010年)
2009年6月29日、シングル「Evacuate the Dancefloor」がイギリスでリリースされた。ちょうどその頃、マイケル・ジャクソン死去の悲劇的なニュースが流れた後のリリースであり、故人である元キング・オブ・ポップのかつてのヒット曲が復活して売り上げが伸び、チャートのトップ10内を期待されていた。その多くが驚いたことに、マイケル・ジャクソンのシングル「Man in the Mirror」より上である第1位で初登場した。楽曲は、オーストラリア、カナダ、フランス、ドイツ、アイルランド、ニュージーランドでトップ5に入っただけでなく、多くの国でトップ10入りを達成した。9月下旬のリリース後、アメリカ合衆国のチャートで楽曲はゆっくりと上昇した。最終的に第二グループであるトップ40ヒットになり、17週間の上昇の後に最高第25位に達した。楽曲は、多くのダンス指向のビデオゲームで使用され、クラブの定番となり、さらにMTVビデオ・ミュージック・アワードにノミネートされている。
アルバムのタイトルは『エヴァキュエイト・ザ・ダンスフロア』となり、7月6日にイギリスとドイツでリリースされた。カスケーダのアルバムはエレクトロ・ポップのさらなる進歩を続け、変化が主流な観客やファンに歓迎され、カスケーダのプロジェクトに必要不可欠だと多少感じたが、まだ多くのファンがユーロポップへの感覚に自責の念を起こされていた。アルバムはそれ自体、シングルのような成功を成し遂げられなかったが、それにもかかわらず、イギリスを含む多くのトップ10のチャートに入った。とはいえ、結局、アルバムは売り上げをさほど伸ばせず、すぐにチャートから落ちた。「Dangerous」、「Fever」はアルバムからシングルカットされ「Dangerous」はイギリスで、「Fever」はアメリカ合衆国、オーストラリア、その他ヨーロッパ諸国でリリースされた。どちらとも、デジタル、物理的な販売、ラジオでは振るわなかった。それにもかかわらず、グループはさらにアルバムをプロモートするために広範囲にツアーしていた。

### アルバム『Original Me』およびロビンス・エンターテイメントとの決別 (2010年-2011年)
以前のアルバムは主に全体としてアルバムを結ぶ結合力の欠如など、批判の矢面に立っていたそれもあってカスケーダは異なるシングルを制作してリリースするために立案、それらをすべてくくったうえでアルバムにすることを、新しいリリース戦略として決定した。ニューシングルである「Pyromania」は、新しいエレクトロ・ポップ音を継続したうえで、2010年にリリースされた。セカンドシングル「Night Nurse」は多くのシーンで様々な色のフルボディーペイントでナタリーが登場しているミュージックビデオと一緒にリリースされた。この曲は、アメリカ合衆国では閉鎖的な扱いを受けるなど約一年後の2011年12月16日まで商用的なリリースを得られなかった。イギリスにおいてはコンピレーションCDで登場した。「Enemy」と題した新しい曲はドキュメンタリーで登場した、次のアルバムの制作についてプレゼンテーション会議によるグループの話し合いをまとめた。3月26日の週末に、カスケーダは、今後の2つのシングルである「San Francisco」、「Au Revoir」のミュージックビデオを撮影した。両方のビデオは、監督はリサ・マンと振付はルーサー・ブラウンが担当した。ニューシングル「San Francisco」は 2011年6月6日にリリースされ、アルバムはイギリスにおいてデジタル・ダウンロードとして2011年6月19日にリリースされた。『Original Me』のリリース以来、イギリスではダンス・ミュージックのウェブサイトが2011年における完全なダンスミュージックのアルバムと指定した。7月8日、「Au Revoir」のミュージックビデオは、イギリスのクラブランドTVで独占的に放送された。なお、2011年7月、ナタリー・ホーラーはプレイボーイドイツ版でポーズをとったためファンや批評家からさまざまな反応を受けた。
2011年8月19日、カスケーダのアメリカ合衆国のレコードレーベルであるロビンスエンターテイメントが、理由は未発表のままアメリカ合衆国で『Original Me』がリリースされることはないとフォーラムとTwitterで発表した。2011年9月1日、ロビンスエンターテイメントはカスケーダとロビンスが穏やかに別れたと伝言板上で発表した。また、カスケーダが決別の理由として、レコードレーベルとの創造的な違いを挙げた。『Original Me』はレコードレーベルZoolandの下で、リリースされると発表した。アルバム『Original Me』からのシングル楽曲「San Francisco」はアメリカ合衆国で初の公式リードシングルとして、iTunes Store、リミックスEP上に登場、グループとしてレコードレーベルZoolandでの最初のリリースでもあった。アメリカ合衆国でシングル「Au Revoir」が2011年11月15日にリリース、アルバム『Original Me』を、数週間後の2011年11月29日に発表した。「Night Nurse」は、2011年12月16日にアメリカ合衆国でシングルとしてリリースされた、iTunesでデジタルのみのプロモーションシングルとして「Original Me」を発表した。

### 現在 (2012年- )
2012年1月7日、ナタリーは、ドイツの歌のコンテストDeutschland sucht den Superstarのシーズン9の審査委員会に参加した。ナタリーは、最近のドイツのインタビューで、新しいシングルは2012年に予定されていると述べた。2012年3月2日、新しいシングルのタイトルは「Summer of Love」であることが明らかになり、それは3月30日にリリースされる。また、プレビューは同じ日にリリースされる。2012年3月5日、ナタリーは、シングルのミュージックビデオを撮影するためテネリフェ島に向かう途中であるとFacebookに投稿した。
2012年3月16日、「Summer of Love」のミュージックビデオは、ドイツで初公開された。

## ディスコグラフィ

### アルバム
- 『いつでもタッチ!』 - Everytime We Touch (2007年)
- 『パーフェクト・デイ』 - Perfect Day (2007年)
- 『エヴァキュエイト・ザ・ダンスフロア』 - Evacuate the Dancefloor (2009年)
- Original Me (2011年)
- It's Christmas Time (2012年)
- Studio 24 (2024年)

## ツアー
- 2007年: Everytime We Touch Tour
- 2008年: Clubland Live Tour
- 2008年: Perfect Day Tour
- 2009年: Clubland Live Tour
- 2011年: Original Me Tour